# Colonimilesia
Colonimilesia es un género de foraminífero bentónico de la subfamilia Discorbinellinae, de la familia Discorbinellidae, de la superfamilia Discorbinelloidea, del suborden Rotaliina y del orden Rotaliida. Su especie tipo es Colonimilesia obscura. Su rango cronoestratigráfico abarca el Holoceno.

## Clasificación
Colonimilesia incluye a la siguiente especie:
- Colonimilesia coronata

Otra especie considerada en Colonimilesia es:
- Colonimilesia obscura, considerado sinónimo posterior de Colonimilesia coronata